# Cornelis Willem Maris
Cornelis Willem (Cees) Maris van Sandelingenambacht (Nijmegen, 16 november 1947) is emeritus hoogleraar rechtsfilosofie en algemene rechtsleer aan de Universiteit van Amsterdam.

## Biografie
Maris (publicerende onder de naam C.W. Maris, later: C.W. Maris van Sandelingenambacht) werd geboren als lid van het geslacht Maris en als zoon en enig kind van mr. dr. Jan Cornelis Maris, heer van Sandelingenambacht (1904-1984) en Machteld Haitsma Mulier (1922-2012), lid van de familie Mulier.
Hij studeerde in 1972 af in Nederlands recht aan de Universiteit van Amsterdam waarna hij bij die universiteit een aanstelling kreeg en docent rechtsfilosofie, later ook algemene rechtsleer werd. Hij promoveerde in 1979 cum laude op Een natuurlijk equivalent van de plicht?, welke dissertatie beloond werd met de Winkler Prins-prijs. In 1988 volgde zijn benoeming tot hoogleraar rechtsfilosofie, later algemene rechtsleer. Op 17 mei 2013 hield hij zijn afscheidsrede vanwege zijn emeritaat; hij werd opgevolgd door Marc de Wilde.
Hij was lid van diverse redactieraden van vaktijdschriften op het gebied van het recht en zat in besturen van bijvoorbeeld de Vereniging voor Wijsbegeerte van het Recht (1986-1988) en het Paul Scholten Instituut (voorzitter: 1992-1996, wetenschappelijk directeur: 1996-1998). Bij het 350-jarig bestaan van de Faculteit der Rechtsgeleerdheid van de Universiteit van Amsterdam in 1990 was hij redacteur van de bij die gelegenheid verschenen bundel Recht, rechtvaardigheid en doelmatigheid.
Maris mengde zich ook in het publieke debat, onder andere over de Nederlandse Antillen waar hij vanaf 1992 aan de universiteit rechtsfilosofie doceerde.
Na het overlijden van zijn vader in 1984 vererfde de titel 'heer van Sandelingenambacht' op hem.

### Maris
- Jan Cornelis Maris (1837-1915), heer van Sandelingenambacht, verzekeraar en lokaal bestuurder
  - Mr. dr. Cornelis Willem Maris (1867-1936), heer van Sandelingenambacht en president gerechtshof
    - Mr. dr. Jan Cornelis Maris (1904-1984), heer van Sandelingenambacht, officier van justitie en honorair adviseur bij het ministerie van Justitie
      - Prof. mr. dr. Cornelis Willem Maris (1947), heer van Sandelingenambacht en emeritus hoogleraar Rechtsfilosofie en Algemene rechtsleer